# Апис (митологија)
Апис или Апид (грч. Ἄπις, лат. Apis) је у грчкој митологији био владар целог Пелопонеза који је по њему назван Апија.

## Митологија
Апис је био син Форонеја и нимфе Теледике (или Лаодике), Инахов унук и Ниобин брат. На погребним играма, које су се одржавале у част аркадијског хероја Азана, Аписа је случајно убио Етол. Међутим, изгледа да су овде помешана два Аписа, те да је Етол заправо убио Јасоновог сина. По другом предању, Апис је био веома суров владар, тиранин, који је Пелопонез назвао по себи, Апија и кога су убили Телхин и Телксион како би окончали његову тиранију. Његову смрт је осветио Арг, јер Апис није имао деце. Постоји и предање по коме је Апис син бога Аполона и тада је представљен као пророк и лекар. Дошао је у Арг из Наупакта да би ослободио Пелопонез кога су походила чудовишта. Пред крај живота, отишао је у Египат и тамо основао град Мемфис. Након смрти поштован је под именом Серапис, што указује да је дошло до мешања египатске и грчке митологије. Грци су Аписа помињали као првог законодавца.

## Друге личности
- Паусанија га помиње као краља Сикиона, толико моћног, да је пре доласка Пелопа на власт, Пелопонез по њему назван Апија. Био је Телхинов син и Телксионов отац.[2]
- Јасонов и Асклепијев син су се такође звали Апис.[2]